# Campeonato Português de Hóquei em Patins de 1977–78
O Campeonato Português de Hóquei de Patins de 1977-78 foi a 38.ª edição do principal escalão da modalidade em Portugal.
O Sporting CP voltou a ser campeão nacional de hóquei em patins, pela 5.ª vez na história e, sendo este conquistado pela quarta vez consecutiva (tetra) igualando um feito apenas conseguido pelo CD Paço de Arcos nos anos 50.

## Equipas Participantes
| Zona Norte           | Zona Norte          |                      | Zona Sul      | Zona Sul |
| Equipa               | Localidade          | Equipa               | Localidade    |          |
| -------------------- | ------------------- | -------------------- | ------------- | -------- |
| FC Porto             | Porto               | Sporting CP          | Lisboa        |          |
| Infante de Sagres    | Porto               | AD Oeiras            | Oeiras        |          |
| CH Carvalhos         | Pedroso             | SL Benfica           | Lisboa        |          |
| AD Valongo           | Valongo             | CUF Barreiro         | Barreiro      |          |
| AD Sanjoanense       | São João da Madeira | Académica da Amadora | Amadora       |          |
| UD Oliveirense       | Oliveira de Azeméis | Juventude Salesiana  | Estoril       |          |
| Académica de Espinho | Espinho             | CD Paço de Arcos     | Paço de Arcos |          |
| Riba de Ave HC       | Riba de Ave         | CA Campo de Ourique  | Lisboa        |          |
| GD Relógios Invicta  | Porto               | Parede FC            | Parede        |          |
| CD Candal            | Santa Marinha       | GDS Cascais          | Cascais       |          |

## Classificação

### 1.ª Fase

#### Zona Norte
| Pos | Equipa               | J  | V  | E | D  | GM  | GS  | Diff | Pts | Qualificação/Despromoção |
| --- | -------------------- | -- | -- | - | -- | --- | --- | ---- | --- | ------------------------ |
| 1   | FC Porto             | 18 | 13 | 3 | 2  | 100 | 52  | +48  | 47  | Apuramento do Campeão    |
| 2   | CH Carvalhos         | 18 | 11 | 4 | 3  | 71  | 54  | +17  | 44  | Apuramento do Campeão    |
| 3   | AD Valongo           | 18 | 11 | 3 | 4  | 76  | 49  | +27  | 43  | Apuramento do Campeão    |
| 4   | Infante de Sagres    | 18 | 11 | 2 | 5  | 89  | 63  | +26  | 42  | Apuramento do Campeão    |
| 5   | UD Oliveirense       | 18 | 9  | 1 | 8  | 89  | 81  | +8   | 37  |                          |
| 6   | GD Relógios Invicta  | 18 | 6  | 4 | 8  | 69  | 84  | -15  | 34  |                          |
| 7   | Académica de Espinho | 18 | 6  | 2 | 10 | 58  | 80  | -22  | 32  |                          |
| 8   | Riba de Ave HC       | 18 | 5  | 2 | 11 | 62  | 76  | -14  | 30  |                          |
| 9   | AD Sanjoanense       | 18 | 5  | 2 | 11 | 66  | 91  | -25  | 30  | II Divisão               |
| 10  | CD Candal            | 18 | 1  | 1 | 16 | 53  | 103 | -50  | 21  | II Divisão               |

#### Zona Sul
| Pos | Equipa               | J  | V  | E | D  | GM  | GS  | Diff | Pts | Qualificação/Despromoção |
| --- | -------------------- | -- | -- | - | -- | --- | --- | ---- | --- | ------------------------ |
| 1   | AD Oeiras            | 18 | 15 | 2 | 1  | 119 | 45  | +74  | 50  | Apuramento do Campeão    |
| 2   | SL Benfica           | 18 | 15 | 1 | 2  | 101 | 46  | +55  | 49  | Apuramento do Campeão    |
| 3   | Parede FC            | 18 | 10 | 5 | 3  | 76  | 50  | +26  | 43  | Apuramento do Campeão    |
| 4   | Sporting CP          | 18 | 10 | 2 | 6  | 105 | 54  | +51  | 40  | Apuramento do Campeão    |
| 5   | GDS Cascais          | 18 | 7  | 1 | 10 | 70  | 79  | -9   | 33  |                          |
| 6   | CUF Barreiro         | 18 | 4  | 4 | 10 | 55  | 74  | -19  | 30  |                          |
| 7   | Juventude Salesiana  | 18 | 5  | 2 | 11 | 64  | 101 | -37  | 30  |                          |
| 8   | CA Campo de Ourique  | 18 | 4  | 3 | 11 | 58  | 115 | -57  | 29  |                          |
| 9   | CD Paço de Arcos     | 18 | 4  | 3 | 11 | 67  | 96  | -29  | 29  | II Divisão               |
| 10  | Académica da Amadora | 18 | 4  | 1 | 13 | 66  | 121 | -55  | 27  | II Divisão               |

### 2.ª Fase

#### Apuramento do Campeão
| Pos | Equipa            | J  | V  | E | D  | GM | GS  | Diff | Pts | Qualificação/Despromoção     |
| --- | ----------------- | -- | -- | - | -- | -- | --- | ---- | --- | ---------------------------- |
| 1   | Sporting CP       | 14 | 10 | 2 | 2  | 61 | 38  | +23  | 36  | Taça dos Campeões Europeus   |
| 2   | AD Oeiras         | 14 | 9  | 1 | 4  | 75 | 50  | +25  | 33  | Taça dos Vencedores de Taças |
| 3   | FC Porto          | 14 | 9  | 1 | 4  | 76 | 54  | +22  | 33  |                              |
| 4   | SL Benfica        | 14 | 9  | 0 | 5  | 73 | 51  | +22  | 32  | Taça dos Vencedores de Taças |
| 5   | AD Valongo        | 14 | 5  | 3 | 6  | 46 | 59  | -13  | 27  |                              |
| 6   | Parede FC         | 14 | 5  | 2 | 7  | 59 | 63  | -4   | 26  |                              |
| 7   | Infante de Sagres | 14 | 2  | 2 | 10 | 54 | 71  | -17  | 20  |                              |
| 8   | CH Carvalhos      | 14 | 1  | 1 | 12 | 48 | 106 | -58  | 17  |                              |

Fonte:
| Campeão Nacional 1977/1978 |
| -------------------------- |
|                            |
| Sporting CP 5.° Título     |